# Julian Dunajewski
Julian Antoni Dunajewski, né le 4 juin 1821 à Ivano-Frankivsk et décédé le 9 novembre 1907 à Cracovie, était un économiste et un homme politique polonais.
Julian Dunajewski reçoit une formation d'économiste et de statisticien. Il occupe divers postes universitaires avant de devenir professeur puis recteur de l'université Jagellonne de Cracovie.
Représentant le courant conservateur polonais, il est nommé par l'empereur François-Joseph ministre des Finances dans le gouvernement conservateur de Taaffe. Il occupe ce poste de 1880 à 1891 et parvient au cours de son administration à limiter le déficit de la couronne.
Il reçoit le titre de docteur honoris causa de l'université Jagellonne en 1900.
Il meurt à 86 ans en 1907.